# 大石利光
大石 利光（おおいし としみつ、1955年1月5日 - ）は、日本の実業家。コナミスポーツ代表取締役社長や、日本フィットネス産業協会副会長等を経て、学校法人大阪電気通信大学理事長。

## 人物・経歴
長崎県下県郡（現対馬市）の漁師の家に9人兄弟の末子として生まれる。1970年長崎県下県郡厳原町内院中学校卒業。1974年大阪府立城東工業高等学校定時制電気科卒業、コナミ工業入社。2000年コナミAM事業本部副本部長兼神戸事業所所長。2003年コナミスポーツライフ代表取締役社長。2005年コナミスポーツ代表取締役執行役員社長、コナミマニュファクチャリング&サービス取締役。2006年コンビウェルネス代表取締役社長。2007年コナミ執行役員健康サービス事業担当、セルフフィットネスクラブ代表取締役社長、健康サービス産業振興機構理事、日本フィットネス産業協会理事・副会長。2008年上月スポーツ教育財団評議員。2009年スポーツフレックス・ジャパン代表取締役社長、コナミスポーツ＆ライフ代表取締役執行役員副社長。2010年大阪電気通信大学医療福祉工学部健康スポーツ科学科教授。2013年上月スポーツ教育財団理事。2014年大阪電気通信大学医療福祉工学部長。2015年大阪電気通信大学理事・評議員。2016年大阪電気通信大学学長。2018年大阪電気通信大学理事長。